# حروب عصر البارود
هو العصر الذي بدأ استخدام البارود في الحروب، وبداء عصر البارود بعد العصر الإسلامي وقبل الثورة الصناعية.

## تطوره
تم تطويره في الصين والامبراطورية المغولية في الهند، ثم لاحقا تبنتها الجيوش الاوربية خلال الحروب الإيطالية في أوائل القرن السادس عشر. هذا كله وضع حد لهيمنه الفرسان المدرعة، وتزامن هذا مع انحدار نظام الاقطاع وتحول مدن العصور الوسطي الي دول مما ادي الي خلق الجيوش النظامية المحترفه التي حلت محل جبات الضرائب الاقطاعيين والمرتزقه التي كانت تشكل جيوش العصور الوسطي. تعرف الفترة بين عام 1648 حتي قيام الثورة الفرنسية عام 1789 بفترة حروب الامراء حيث كانت المعارك تشن بشكل أساسي من قبل الدول الملكية والامبرياليه وكانت حروب محدوده المدي والاهداف، وكانت تشهد تغيرات في التحالفات وشكل المرتزقه السواد الاعظم.

## استخداماته
استخدم في البنادق، والمنجنيق، والمسدسات، والمفرقعات. وأول استخدام عملي له تقريبا كان في عام 1400م حيث استخدم في بندقية الماسورة الملساء في شمال أوروبا التي تعتبر اصل الاسلحة النارية الحديثة.